# Milcíades el Jove
Milcíades el Jove (en llatí Miltiades, en grec antic Μιλτιάδης) (al voltant de l'any 550 aC - 489 aC) va ser un general i polític atenenc, arcont epònim d'Atenes l'any 524 aC, governant del Quersonès traci i estrateg a la batalla de Marató l'any 490 aC.

## Família
Era el nebot de Milcíades el Vell, fill de Cimó I i germà d'Estesàgores. Es va convertir en el tirà del Quersonès traci al voltant del 516 aC, al morir Estesàgores. Pisístrat d'Atenes el va enviar a ocupar la tirania vacant de la que es va apoderar per un estratagema i va tancar a la presó als caps locals, gaudint del suport d'una força de mercenaris. Per enfortir la seva posició, es va casar amb Hegesípila, la filla del rei Oloros de Tràcia. El seu fill Cimó II va ser una figura major a l'Atenes de la dècada dels 470 aC i 460 aC.

## Campanyes militars
Va donar suport a Darios I el Gran en la seva expedició contra els escites al voltant del 513 aC i li va ser encarregada la custòdia del pont sobre el Danubi. Es diu que al no tornar el rei en la data convinguda, Milcíades va recomanar destruir el pont i deixar a Darios i als que havien creuat, abandonats, tal com el mateix rei havia ordenat, però això no és segur, ja que Milcíades va romandre en possessió del Quersonès traci, cosa improbable si hagués traït el rei.
Un temps després va ser expulsat d'aquell territori en una incursió dels escites, però va poder tornar quan se'n van retirar, segons Heròdot. Sembla que en aquest període Milcíades va expulsar els pelàsgics de Lemnos i Imbros i va posar les illes sota sobirania d'Atenes. Aquestes illes eren de sobirania persa i Darios va considerar el fet com a part de la Revolta Jònica, va enviar la flota fenícia que acabava de sotmetre la Jònia, i va expulsar a Milcíades del seu govern. El tirà va fugir a Atenes (492 aC). El seu fill gran Metíoc va caure en mans dels perses el mateix any 492 aC i va ser fet presoner de per vida, però el van tractar honorablement com un membre de fet de la noblesa persa.
Quan l'Àtica era amenaçada pels perses sota els generals Datis i Artafernes, Milcíades va ser escollit com un dels deu generals o estrategs (490 aC) i va fer matar als heralds perses que havien anat a demanar subministraments, segons Pausànias. Quan els atenencs van avançar contra els perses, Milcíades va convèncer a Cal·límac d'arriscar batalla; els deu generals estaven dividits en aquesta opció just per la meitat, però finalment Milcíades va empènyer als grecs a la batalla de Marató. Després va fer construir setanta naus que va dirigir contra les illes gregues que se suposava havien donat suport als perses i fins i tot va dirigir una expedició a Paros on sembla que volia venjar un greuge privat, però allà va ser rebutjat per l'enemic, i ferit a la cama, va haver de tornar a Atenes. La seva fallida va ocasionar un clamor popular contra ell quan retornà a Atenes, donant als seus rivals polítics l'oportunitat d'explotar la seva caiguda en desgràcia. Xàntip d'Atenes el va acusar de traïció, i com que la seva ferida es va gangrenar no es va poder defensar. El seu germà Tisàgores va actuar en el seu nom a la defensa; va ser condemnat a mort, però la sentència va ser commutada a una multa de 50 talents. Això era una suma immensa i impagable per l'època que Milcíades no va poder pagar. Va ser tancat a la presó on molt poc després va morir probablement a causa de gangrena a la seva cama. La multa la va pagar temps després el seu fill Cimó.
Un monument que recordava els morts de la batalla de Marató incloïa la seva figura, separada del grup.